# Loona (grupo)
LOONA (estilizado como LOOΠΔ ou ㅇㄷㅇㅅㄴ), também conhecido como "Garota do Mês" (hangul: 이달의 소녀; hanja: 本月少女; rr: Idarui Sonyeo), foi um grupo feminino sul-coreano formado pela Blockberry Creative, uma subsidiária da Polaris Entertainment. O grupo era originalmente composto por doze integrantes: Heejin, Hyunjin, Haseul, Yeojin, Vivi, Kim Lip, Jinsoul, Choerry, Yves, Chuu, Gowon e Olivia Hye. Em 25 de novembro de 2022, Chuu foi removida do grupo. Heejin, Kim Lip, Jinsoul e Choerry saíram da gravadora que gerenciava o grupo em janeiro de 2023. Hyunjin e Vivi também deixaram a gravadora em 9 de maio de 2023. Por fim, Haseul, Yeojin, Yves, Gowon e Olivia Hye foram as últimas integrantes a saírem da Blockberry Creative, em 16 de junho de 2023.
Seu projeto de pré-estreia, iniciado em outubro de 2016, consistia em revelar novas integrantes periodicamente e formar sub-unidades subsequentemente. Durante um período de 18 meses, as integrantes foram apresentadas através de músicas solo e videoclipes individuais para cada uma delas, single albums e extended plays. Também houve atividades promocionais para cada membro e sub-unidade. A estreia oficial do grupo aconteceu em 19 de agosto de 2018, através do concerto LOOΠΔbirth. O mini álbum [+ +] e a faixa principal "Hi High" foram lançados no dia seguinte ao evento.

## História

### 2016–2018: Projetos de pré-estreia
Em 28 de setembro de 2016, a gravadora Blockberry Creative divulgou um teaser para o videoclipe de estreia de Heejin, intitulado ViviD. Poucos dias depois, em 2 de outubro, a empresa anunciou por meio do portal Naver que lançaria seu primeiro grupo feminino por meio de um projeto de pré-estreia com duração prevista de 18 meses. Após o anúncio, foram divulgados teasers individuais de Heejin, incluindo um para a versão acústica de "ViviD", com a sua gravação tendo sido realizada em Paris, França. Ambos os videoclipes — da versão original e da versão acústica — foram lançados em 4 de outubro.
Em 28 de outubro, foi revelada a segunda integrante do grupo, Hyunjin. Seu single de estreia, Around You, foi lançado em 10 de novembro sob a forma de um curta-metragem musical de 10 minutos. Seis dias depois, em 16 de novembro, foi lançado o videoclipe da colaboração entre Hyunjin e Heejin, I'll Be There, gravado em Tóquio, Japão, junto ao clipe oficial de Around You. A terceira integrante, Haseul, foi apresentada em 3 de dezembro. Em 11 de dezembro, foi divulgado o teaser do videoclipe de sua faixa solo Let Me In, gravado na Islândia. No dia 14, foi lançado o teaser da colaboração natalina The Carol, que reuniu Haseul, Heejin e Hyunjin, com cenas filmadas em Londres, Inglaterra. Os videoclipes de Let Me In e The Carol foram lançados em 15 de dezembro.
Em 4 de janeiro de 2017, a quarta integrante, Yeojin, foi revelada. O teaser para o clipe da música solo de Yeojin, Kiss Later, foi lançado no dia 12 daquele mês. Durante as promoções realizadas nas contas oficiais do grupo, também foram lançados teasers para a outra colaboração entre Heejin e Hyunjin, My Sunday, e a colaboração entre Haseul e Yeojin, My Melody. Ambos clipes musicais foram filmados em Taipei, Taiwan. O clipe oficial de Kiss Later foi lançado em 16 de janeiro, seguido pelo clipe da colaboração de Heejin e Hyunjin, My Sunday, em 17 de janeiro, e por fim o clipe de My Melody, de Haseul e Yeojin, em 18 de janeiro.
Em 13 de janeiro, a quinta integrante do grupo, Vivi, foi revelada ao público. A primeira subunidade do projeto, LOOΠΔ 1/3, foi formado por Heejin, Hyunjin, Haseul e a nova integrante, Vivi, estreando com um EP intitulado Love&Live que foi acompanhado por um single homônimo em 13 de março. Foi revelado que o clipe musical para a faixa-título foi filmado na Nova Zelândia e em Hong Kong. A subunidade começou a ser promovida oficialmente em 12 de março, através do programa Inkigayo da SBS. Em 5 de abril, foi confirmado que Vivi seria a próxima a lançar um single e ele conteria uma música com a colaboração de uma integrante que ainda não havia sido revelada, chamada Jinsoul. Em 23 de abril, o relançamento do mini-álbum de LOOΠΔ 1/3 foi anunciado sob o nome de "Love&Evil". Foi lançado no dia 27 de abril e retratava dúvidas relacionadas a natureza do amor como seu tema principal.
Em 3 de maio, foi lançado o videoclipe de Better Than Me, canção de Lee So-jung, com a participação de Hyunjin. Em 15 de maio, a sexta integrante do grupo, Kim Lip, foi revelada aos fãs. O seu single foi lançado dia 23 de maio, juntamente com um MV para a música Eclipse. Em 13 de junho, a sétima integrante, Jinsoul, foi revelada. O single álbum de Jinsoul foi lançado em 26 de junho acompanhado por um videoclipe para sua faixa-título, Singing in the Rain. Em 6 de julho, o videoclipe para a música Rain 51dB de LOOΠΔ 1/3 foi lançado. Em 9 de julho, um videoclipe da versão alternativa (com participação de Heejin) de Singing in The Rain foi lançado exclusivamente no canal oficial do grupo no V Live. Em 11 de julho, a oitava integrante, Choerry, foi revelada. Em 28 de julho, o single de Choerry foi lançado juntamente com um videoclipe para sua faixa-título, Love Cherry Motion. O vídeo foi filmado na Ilha de Jeju com a participação das integrantes Haseul, Yeojin, Kim Lip e Jinsoul.
Em 29 de agosto, a nova sub-unidade de LOONA foi anunciada, intitulada Odd Eye Circle e sendo composta pelas integrantes Kim Lip, Jinsoul e Choerry. O álbum de estreia do trio, Mix&Match, foi lançado no dia 21 de setembro, acompanhado de um videoclipe para a faixa título, Girl Front. As promoções para a sub-unidade começaram com a estreia no programa M!Countdown. No dia do lançamento, o EP conseguiu alcançar a posição 12 na categoria Pop do iTunes US e a posição 2 na categoria K-Pop da mesma parada, sendo o primeiro lançamento do grupo a atingir as paradas de álbuns de um território internacional. Em setembro de 2017, três integrantes (Heejin, Hyunjin e Haseul) entraram no reality show da JTBC chamado Mix Nine. Ao final, Heejin ficou em quarto lugar no ranking feminino, e Hyunjin foi eliminada da formação do grupo feminino no último episódio. Em outubro de 2017, foi anunciada a versão em inglês da música LOONATIC e também o relançamento do álbum Mix&Match, agora sob o nome de Max&Match. Ele foi re-lançado dia 31 de outubro, juntamente com o videoclipe de sua faixa-título, Sweet Crazy Love.
Em 13 de novembro de 2017, Yves, a nona integrante do grupo, foi revelada. Seu single de estreia foi lançado dia 27 de novembro, acompanhado por um videoclipe para a música New. Depois de um mês, Chuu, a décima integrante, foi revelada. Seu single foi lançado dia 27 de dezembro, acompanhado por um videoclipe para a música Heart Attack. Em 14 de janeiro de 2018, Gowon, a décima primeira integrante, foi revelada. Seu single foi lançado dia 30 de janeiro, acompanhado por um videoclipe para a música One&Only. Em 16 de março, a última integrante do grupo foi revelada sob o nome artístico "Olivia Hye". Seu álbum solo foi lançado dia 30 de março, acompanhado por um videoclipe para a música Egoist, com participação de Jinsoul. Em 26 de abril, a nova sub-unidade de LOONA foi anunciada, chamada yyxy (sigla para "youth youth by young", lit. "juventude juventude por jovens") e composta pelas integrantes Yves, Chuu, Gowon e Olivia Hye. O primeiro álbum da sub-unidade, Beauty&the Beat contou com a participação de Grimes na faixa-título e foi lançado 30 de maio, junto com o videoclipe para "love4eva". O grupo apresentou a faixa-título ao vivo pela primeira vez no evento Premier Greeting - Line&Up, que também introduziu oficialmente a formação completa do LOONA aos fãs.

### 2018–2019: Estreia coreana com[+ +]e[X X]
Em 18 de julho, começaram as vendas de ingressos para o concerto de estreia do grupo. Dois dias depois, a empresa postou um teaser chamado “+ +”. Em 30 de julho, foi anunciado o lançamento de um single de pré-lançamento do álbum para aumentar as expectativas da estreia. A música "favOriTe" foi lançada 07 de agosto, juntamente com um videoclipe. No dia seguinte, começaram os teasers individuais de cada integrante para a estreia oficial com o álbum “[+ +]”. No dia 16 de agosto, foi lançado um teaser para o videoclipe da faixa principal, "Hi High". No dia 19 de agosto, foi realizado o 'Debut Concert', onde elas apresentaram suas músicas do álbum. No dia 20 de agosto foi lançado o MV oficial de "Hi High", juntamente com o álbum de estreia.
A Blockberry Creative lançou um teaser de 26 segundos intitulado “X X” em 14 de outubro de 2018 no canal oficial de LOONA no YouTube, que apresentava eventos do vídeo musical "Hi High" ao contrário. Outro teaser foi lançado em 1 de janeiro de 2019, após mais teasers lançados uma vez por semana de janeiro. Uma versão reembalada do álbum chamado ''[X X]'' foi lançada em 19 de fevereiro de 2019, com o vídeo musical de ''Butterfly" como o single promocional principal junto com cinco outras faixas adicionadas à lista original de faixas. Foi distribuído por Kakao M em formatos digitais e físicos.
''[X X]'' estreou em 4 lugar no US World Albums Chart com 2.000 downloads vendidos e 721.000 transmissões de áudio sob demanda para suas músicas. Ele também estreou no número 8 do US Heatseekers Albums e na posição 22 nos US Independent Albums. O EP também estreou no em 10 lugar no Gaon Album Chart e atingiu o 3 lugar em sua segunda semana. O EP foi o nono álbum mais vendido de fevereiro de 2019, com 26.563 cópias físicas vendidas. Foi também o 17º álbum mais vendido de março de 2019, com 15.874 cópias adicionais vendidas, totalizando 42.437 cópias.
O EP foi o segundo álbum de estreia mais vendido por um grupo feminino em 2018, com 52.823 cópias físicas vendidas. Já vendeu mais de 95.260 cópias físicas combinadas em março de 2019.
Oito meses após o lançamento de "[X X]", os fãs do grupo levaram o álbum para o topo da parada de álbuns do iTunes USA, tornando-se o terceiro grupo feminino de K-pop a bater essa marca. Seu salto repentino para o topo da tabela ocorreu depois que os fãs ficaram preocupados quando as notícias surgiram em 17 de outubro de que a Polaris Entertainment foi condenada a pagar uma indenização a uma empresa global por causa de um depósito não devolvido de um caso relacionado a LOONA e isso aumentou as preocupações com os atrasos no retorno do grupo.
Em 13 de dezembro de 2019, LOONA lançou um single chamado "365" como uma música de apreciação aos seus fãs. O single atingiu o topo da parada de singles do iTunes USA em algumas horas após o lançamento, tornando-se o segundo grupo de K-pop a bater essa marca.
LOONA é o primeiro grupo feminino coreanas a ter conquistado o primeiro lugar nas paradas de músicas e álbuns principais no iTunes EUA. Elas são o segundo ato coreano a fazer isso depois do BTS e o segundo grupo feminino depois de Destiny's Child.

### 2020–2021:[#],[12:00],[&], estreia japonesa e processo da Chuu
Em 7 de janeiro de 2020, a Blockberry Creative anunciou que a líder Haseul não participaria da promoção do próximo álbum de LOONA para cuidar de sua saúde mental. Ela teria sido diagnosticada com "sintomas de ansiedade intermitente" e estaria dedicando um tempo para se concentrar em sua saúde. Em 5 de fevereiro de 2020, LOONA lançou seu segundo EP intitulado [#], junto com a faixa-título "So What". Embora Haseul não tenha aparecido na faixa-título, seus vocais aparecem em três outras canções do álbum, incluindo "365". Depois de atingir o número 1 no Gaon Retail Album Chart diário, o EP estreou no número 2 no Gaon Album Chart semanal. Em 12 de março de 2020, LOONA ganhou seu primeiro troféu de programa de música com "So What" no M Countdown da Mnet.
Em 19 de outubro de 2020, LOONA lançou seu terceiro EP intitulado [12:00], acompanhado de seu primeiro single "Why Not?". Haseul novamente não se envolveu no álbum, por decisão própria a fim de se concentrar na recuperação de sua saúde.  O EP então se tornou o primeiro álbum do grupo a entrar na parada de álbuns dos Estados Unidos, Billboard 200, estreando no número 112. Em 18 de novembro, LOONA lançou o videoclipe de "Star", outra música de [12:00]. Chegando ao número 40, "Star" é a primeira entrada de LOONA no Billboard Mainstream Top 40, tornando-se o segundo grupo feminino de K-pop a entrar no gráfico.
Em 1º de junho de 2021, LOONA anunciou que voltaria em 28 de junho, com seu quarto EP, [&]. No dia seguinte, em 2 de junho, um teaser foi postado nas contas oficiais de mídia social de LOONA mostrando doze pares de olhos, confirmando o retorno do membro Haseul, que estava em hiato desde o início de 2020. Em 12 de junho, os membros do grupo Yeojin, Kim Lip, Choerry e Gowon lançaram a música "Yum-Yum" como uma colaboração com Cocomong. Em 8 de setembro, eles lançaram outra música de colaboração chamada "Yummy-Yummy". Em 27 de junho de 2021, LOONA anunciou no final de seu clipe especial que faria sua estreia no Japão em 15 de setembro sob o sub-rótulo da Universal Music Japan, a EMI Records. Em 27 de agosto, foi anunciado que LOONA lançaria o single duplo A-side, "Hula Hoop / Star Seed" em 15 de setembro, com um lançamento em CD físico em 20 de outubro. Em dezembro, Chuu entrou com um processo para suspender seu contrato exclusivo com a Blockberry Creative.

### 2022:LOONAverse: From, participação noQueendom 2,Flip That, saída da Chuu, e pré-lançamento do álbum[0]
Nos dias 11 e 12 de fevereiro, LOONAverse: From foi realizado na Jangchung Arena. No entanto, Chuu estava ausente por motivos de saúde. Em 21 de fevereiro, a emissora Mnet anunciou que LOONA participaria da segunda temporada do reality de competição Queendom. Em 28 de fevereiro, foi anunciado que o grupo não participaria da gravação da primeira rodada do programa por Haseul, Yeojin e Vivi terem sido diagnosticadas com COVID-19 alguns dias antes da filmagem ocorrer. Em 2 de junho, LOONA terminou o programa em segundo lugar. No dia seguinte, a agência do grupo anunciou o lançamento de um EP especial de verão, Flip That, em 20 de junho. Em 25 de novembro, a Blockberry Creative anunciou que Chuu havia sido removida do grupo, citando um suposto "abuso de poder". Três dias depois, a JTBC Entertainment News informou que todas as membros, exceto Vivi e Hyunjin, haviam entrado com um pedido de liminar provisória para suspender seus contratos exclusivos com a BlockBerry Creative. No entanto, quando a equipe da JTBC Entertainment News pediu a confirmação da Blockberry Creative, eles negaram a declaração.
Em 12 de dezembro, sua agência Blockberry Creative lançou uma imagem teaser anunciando o retorno de LOONA com seu 6º EP intitulado [0] em 3 de janeiro de 2023.

Em 22 de dezembro, a Blockberry Creative anunciou o adiamento do retorno do grupo por tempo indeterminado devido a um boicote organizado pelos fãs por conta dos maus tratos causados pela agência às integrantes.

### 2023: Saída das membros restantes da BlockBerry Creative, formação do ARTMS e Loossemble, reestreia de Chuu
Em 13 de janeiro de 2023, foi anunciado que por conta dos termos de seus contratos serem idênticos aos de Chuu, as membros Heejin, Kim Lip, Jinsoul e Choerry obtiveram liminares preliminares, mas as emendas nos contratos que Haseul, Yeojin, Yves, Gowon e HyeJu fizeram em 2021 resultaram na corte negando suas liminares requisitadas. No dia seguinte, a BlockBerry Creative anunciou que estaria se preparando para fazer uma declaração sobre as futuras atividades do LOONA. Em 01 de fevereiro, a Star News noticiou que a BlockBerry Creative entrou com uma petição com a Associação Coreana de Administração do Entretenimento para banir Chuu de todas as atividades de entretenimento dentro da Coreia do Sul, e que eles planejariam fazer o mesmo com as quatro membros que ganharam o recente processo. Em 3 de fevereiro, foi noticiado que Hyunjin e Vivi entrariam com pedido para suspender seus contratos com a BlockBerry Creative. Em 17 de março, as membros Heejin, Kim Lip, Jinsoul e Choerry assinaram contratos exclusivos com a Modhaus. Em 31 de março, em uma entrevista com o CEO da Modhaus, ex-diretor criativo da BlockBerry Creative, Jaden Jeong, revelou que Heejin, Kim Lip, Jinsoul e Choerry (Odd Eye Circle +) já estariam gravando novas músicas sob o novo selo. Em 9 de abril, a Modhaus lançou perfis nas redes sociais como o nome "official_artms" e um website [], que declarava que "ARTMS não é o nome de um novo grupo. É uma história sobre as incríveis estratégias e planos das garotas para chegar à Lua. Heejin, Kim Lip, Jinsoul e Choerry irão começar essa história." Em 9 de maio, foi noticiado que as membros Hyunjin e Vivi conseguiram liminares preliminares e se separariam da BlockBerry Creative,  
Dois dias depois, as duas membros assinaram contratos com a CTD E&M.  Em 16 de junho, foi anunciado que as membros restantes, Haseul, Yeojin, Yves, HyeJu e Gowon, romperam seus contratos com a BlackBerry Creative depois de ganhar seus processos contra a agência. 
Em 21 de junho, foi anunciado que Haseul assinou contrato com a Modhaus. Em 24 de junho, a BlockBerry Creative anunciou que planejaria tomar ações legais contra as membros. Em 5 de julho, foi noticiado que as membros Yeojin, Gowon e HyeJu assinaram contratos exclusivos com a CTD E&M.
Em 12 de julho de 2023, a sub-unidade Odd Eye Circle lançou um EP Version Up, sob a Modhaus, com a Kim Lip declarando durante o showcase do EP que "[LOONA] não é um grupo desfeito, no entanto, como (as membros) não podem usar o nome (do grupo) livremente, estamos deixando a possibilidade de atividades como um grupo completo abertas." Em 15 de setembro, Hyunjin, Yeojin, Vivi, Gowon e HyeJu re-debutaram como Loossemble sob a CTD E&M com o EP Loossemble. Em 18 de outubro, Chuu lançou seu EP de reestreia, Howl, sob sua nova empresa ATRP, tendo a "Howl" como música-título. Em 17 de setembro, foi anunciado que Haseul faria 4 pequenos concertos denominados "Haseul Music Studio 81.8Hz", entre 26 e 29 de setembro. Em 26 de outubro, a Modhaus publicou sua nova música solo, em forma de single digital, denominada Plastic Candy, que foi apresentada nestes pequenos concertos.
Em 31 de outubro, a Modhaus lançou o primeiro EP solo da membro Heejin, denominado K, tendo "Algorithm" como música-título. Em 1 de dezembro, foi publicada pela Modhaus uma nova versão do single do LOONA "The Carol", desta vez denominado "The Carol 3.0", cantado pelas membros do ARTMS, Heejin, Haseul, Kim Lip, Jinsoul e Choerry.

### 2024-presente: Estreia solo de Yves e do grupo ARTMS
Em 13 de março, a empresa Paix Per Mil anunciou Yves como sua nova contratada através de post na rede X. Em 29 de maio de 2024, Yves retornou a música como artista solo com o lançamento do EP Loop.
Em 31 de maio, a reestreia de Heejin, Haseul, Kim Lip, Jinsoul e Choerry em uma nova gravadora, Modhaus, ocorreu sob o nome ARTMS com o lançamento do primeiro álbum do grupo, DALL.

## Integrantes
| LOOΠΔ                    | LOOΠΔ                       | LOOΠΔ                             | LOOΠΔ         | LOOΠΔ                                         | LOOΠΔ                 | LOOΠΔ              | LOOΠΔ               | LOOΠΔ                            |
| Nome artístico           | Nome de nascimento          | Data de nascimento                | Origem        | Posição não-oficial                           | Animal representativo | Cor representativa | Cor representativa  | Atualmente                       |
| ------------------------ | --------------------------- | --------------------------------- | ------------- | --------------------------------------------- | --------------------- | ------------------ | ------------------- | -------------------------------- |
| Heejin (희진)            | Jeon Hee-jin (전희진)       | 19 de outubro de 2000 (24 anos)   | Coreia do Sul | Dançarina principal, vocalista, rapper e face | Coelho                |                    | Rosa choque         | ARTMS / Solo (Modhaus)           |
| Hyunjin (현진)           | Kim Hyun-jin (김현진)       | 15 de novembro de 2000 (24 anos)  | Coreia do Sul | Dançarina, vocalista, rapper e visual         | Gato                  |                    | Amarelo             | LOOSSEMBLE (Independente)        |
| Haseul (하슬)            | Jo Ha-seul (조하슬)         | 18 de agosto de 1997 (27 anos)    | Coreia do Sul | Líder e vocalista principal                   | Pássaro               |                    | Verde escuro        | ARTMS / Solo (Modhaus)           |
| Yeojin (여진)            | Im Yeo-jin (임여진)         | 11 de novembro de 2002 (22 anos)  | Coreia do Sul | Vocalista e maknae                            | Sapo                  |                    | Laranja             | LOOSSEMBLE (Independente)        |
| Vivi (비비)              | Wong Ka-hei (黃珈熙/황가희) | 9 de dezembro de 1996 (28 anos)   | Hong Kong     | Vocalista e rapper                            | Cervo                 |                    | Rosa pastel         | LOOSSEMBLE (Independente)        |
| Kim Lip (김립)           | Kim Jung-eun (김정은)       | 10 de fevereiro de 1999 (26 anos) | Coreia do Sul | Vocalista e dançarina                         | Coruja                |                    | Vermelho            | ARTMS / ODD EYE CIRCLE (Modhaus) |
| Jinsoul (진솔)           | Jeong Jin-sol (정진솔)      | 13 de junho de 1997 (27 anos)     | Coreia do Sul | Rapper principal, vocalista e visual          | Peixe Betta Azul      |                    | Azul                | ARTMS / ODD EYE CIRCLE (Modhaus) |
| Choerry (최리)           | Choi Ye-rim (최예림)        | 4 de junho de 2001 (23 anos)      | Coreia do Sul | Dançarina, rapper e vocalista                 | Morcego-das-Frutas    |                    | Roxo                | ARTMS / ODD EYE CIRCLE (Modhaus) |
| Yves (이브)              | Ha Soo-young (하수영)       | 24 de maio de 1997 (27 anos)      | Coreia do Sul | Dançarina principal e vocalista               | Cisne                 |                    | Vinho/Borgonha      | Solo (PAIX PER MIL)              |
| Chuu (츄)                | Kim Ji-woo (김지우)         | 20 de outubro de 1999 (25 anos)   | Coreia do Sul | Vocalista principal                           | Pinguim               |                    | Pêssego             | Solo (ATRP)                      |
| Gowon (고원)             | Park Chae-won (박채원)      | 19 de novembro de 2000 (24 anos)  | Coreia do Sul | Rapper e vocalista                            | Borboleta             |                    | Verde-água/Turquesa | LOOSSEMBLE (Independente)        |
| Olivia Hye (올리비아 혜) | Son Hye-ju (손혜주)         | 13 de novembro de 2001 (23 anos)  | Coreia do Sul | Dançarina, rapper e vocalista                 | Lobo                  |                    | Prata               | LOOSSEMBLE (Independente)        |

Cada integrante representa oficialmente um mês, um animal e uma cor. Isto influencia fortemente no estilo do grupo, desde os videoclipes até o conteúdo dos álbuns físicos. Desde 29 de novembro de 2024, com o vencimento dos contratos de exclusividade das integrantes do Loossemble com a CTDENM, nenhuma das integrantes assinou novos contratos de agenciamento com qualquer outra gravadora, portanto, seguem como artistas independentes atualmente.

### Sub-unidades principais
| Nome                                              | Integrantes                    | Estreia                | Álbuns              |
| ------------------------------------------------- | ------------------------------ | ---------------------- | ------------------- |
| LOOΠΔ 1/3 (이달의 소녀 1/3)                       | Haseul, Heejin, Hyunjin e Vivi | 10 de março de 2017    | Love&Live Love&Evil |
| LOOΠΔ / ODD EYE CIRCLE (이달의 소녀 오드아이써클) | Kim Lip, Jinsoul e Choerry     | 21 de setembro de 2017 | Mix&Match Max&Match |
| LOOΠΔ / yyxy (이달의 소녀 yyxy)                   | Yves, Chuu, Gowon e Olivia Hye | 30 de maio de 2018     | beauty&thebeat      |

## Discografia
Extended plays
- [+ +] (2018)
- [#] (2020)
- [12:00] (2020)
- [&] (2021)
- Flip That (2022)
- [0] (N/A)

#### Single álbuns
- 365 (2019)
- PTT (Paint The Town) (Japanese Ver.) (2021)
- HULA HOOP/StarSeed (2021)
- SICK LOVE (2022)
- LUMINOUS (2022)

## Filmografia

### Reality shows
| Ano             | Título        | Nota(s)                                        |
| --------------- | ------------- | ---------------------------------------------- |
| 2016 – Presente | LOOΠΔ TV      | 744 episódios normais e 16 episódios "prequel" |
| 2020            | LOONA THE TAM | 9 episódios, 2 temporadas                      |

### Webdramas
| Ano  | Canal | Título original         | Tradução                                 | Participações                                                     | Temporadas | Nota(s)                             |
| ---- | ----- | ----------------------- | ---------------------------------------- | ----------------------------------------------------------------- | ---------- | ----------------------------------- |
| 2017 | —     | 우리처음만났을때기억나? | Lembra da primeira vez em que nos vimos? | Heejin, Hyunjin, Haseul, Yeojin, Vivi, Kim Lip, Jinsoul e Choerry | 3          | Foi descontinuado após 18 episódios |

### Vídeos musicais
| Ano  | Título                   | Diretor(es)                             | Ref.    | Local                 |
| ---- | ------------------------ | --------------------------------------- | ------- | --------------------- |
| 2016 | "ViviD"                  | Jo Beom-jin (VM Project)                | [ 121 ] | França                |
| 2016 | "Around You"             | Moon Seok-ho (Digipedi)                 | [ 123 ] | Tóquio                |
| 2016 | "I'll Be There"          | Seong Won-mo & Park Sang-woo (Digipedi) | [ 126 ] | Tóquio                |
| 2016 | "Let Me In"              | Seong Won-mo & Park Sang-woo (Digipedi) | [ 127 ] | Islândia              |
| 2016 | "The Carol"              | Seong Won-mo & Park Sang-woo (Digipedi) | [ 129 ] | Londres               |
| 2017 | "Kiss Later"             | Seong Won-mo & Park Sang-woo (Digipedi) | [ 131 ] | Desconhecido          |
| 2017 | "My Sunday"              | Vam Jins (VAM)                          | [ 133 ] | Taipei                |
| 2017 | "My Melody"              | Vam Jins (VAM)                          | [ 135 ] | Taipei                |
| 2017 | "Love&Live"              | Seong Won-mo & Moon Seok-ho (Digipedi)  | [ 136 ] | Auckland, Hong Kong   |
| 2017 | "Everyday I Love You"    | Seong Won-mo (Digipedi)                 | [ 140 ] | Desconhecido          |
| 2017 | "Sonatine"               | Kim Jin-soo (Digipedi)                  | [ 142 ] | Hong Kong             |
| 2017 | "Everyday I Need You"    | Desconhecido                            | [ 143 ] | Hong Kong             |
| 2017 | "Eclipse"                | Seong Won-mo & Park Sang-woo (Digipedi) | [ 144 ] | Gimcheon              |
| 2017 | "Singing in the Rain"    | Seong Won-mo & Park Sang-woo (Digipedi) | [ 146 ] | Desconhecido          |
| 2017 | "Rain 51db"              | Desconhecido                            | [ 27 ]  | Desconhecido          |
| 2017 | "Love Cherry Motion"     | Seong Won-mo & Park Sang-woo (Digipedi) | [ 30 ]  | Jeju                  |
| 2017 | "Girl Front"             | Seong Won-mo & Park Sang-woo (Digipedi) | [ 147 ] | Los Angeles           |
| 2017 | "Sweet Crazy Love"       | Seong Won-mo & Park Sang-woo (Digipedi) | [ 148 ] | Desconhecido          |
| 2017 | "new"                    | Seong Won-mo & Park Sang-woo (Digipedi) | [ 149 ] | Desconhecido          |
| 2017 | "Heart Attack"           | Seong Won-mo & Park Sang-woo (Digipedi) | [ 150 ] | Desconhecido          |
| 2018 | "One & Only"             | Seong Won-mo & Park Sang-woo (Digipedi) | [ 151 ] | Desconhecido          |
| 2018 | "Egoist (feat. Jinsoul)" | Seong Won-mo & Park Sang-woo (Digipedi) | [ 152 ] | Desconhecido          |
| 2018 | "love4eva"               | Seong Won-mo & Park Sang-woo (Digipedi) | [ 153 ] | Hungria               |
| 2018 | "favOriTe"               | Seong Won-mo & Park Sang-woo (Digipedi) | [ 154 ] | Desconhecido          |
| 2018 | "Hi High"                | Seong Won-mo & Park Sang-woo (Digipedi) | [ 155 ] | Yongin, Incheon, Seul |
| 2019 | "Butterfly"              | Seong Won-mo & Park Sang-woo (Digipedi) | [ 90 ]  | Desconhecido          |
| 2020 | "So What"                | Seong Won-mo & Park Sang-woo (Digipedi) | [ 157 ] | Bangkok               |
| 2020 | "Why Not?"               | Seong Won-mo & Park Sang-woo (Digipedi) | [ 158 ] | Desconhecido          |
| 2020 | "Star"                   | MOSWANTD                                | [ 159 ] | Desconhecido          |
| 2021 | "PTT (Paint The Town)"   | Digipedi                                | [ 160 ] | Desconhecido          |
| 2021 | "Hula Hoop"              | Digipedi                                | [ 161 ] | Desconhecido          |
| 2022 | "Flip That"              | Zanybros                                | [ 162 ] | Desconhecido          |
| 2022 | "Luminous"               | Digipedi                                | [ 163 ] | Desconhecido          |

### Outros vídeos
| Ano  | Título                                      | Ref.    | Local               |
| ---- | ------------------------------------------- | ------- | ------------------- |
| 2016 | "ViviD" (Acoustic Mix)                      | [ 164 ] | Paris               |
| 2016 | "Around You" (Original Film Version)        | [ 122 ] | Tóquio              |
| 2016 | "ViviD" (Choreography Practice)             | [ 166 ] | —                   |
| 2016 | "I'll Be There" (Choreography Practice)     | [ 167 ] | —                   |
| 2017 | "Kiss Later" (Choreography Version)         | [ 168 ] | —                   |
| 2017 | "You And Me Together" (Special M/V)         | [ 169 ] | —                   |
| 2017 | "Love&Live" (Choreography Version)          | [ 170 ] | Auckland, Hong Kong |
| 2017 | "Eclipse" (Choreography Version)            | [ 171 ] | —                   |
| 2017 | "Singing in The Rain" (feat. Heejin)        | [ 28 ]  | —                   |
| 2017 | "Love Cherry Motion" (Choreography Version) | [ 172 ] | —                   |
| 2017 | "Girl Front" (Choreography Version)         | [ 173 ] | —                   |
| 2017 | "LOONATIC" (English Version)                | [ 174 ] | Los Angeles         |
| 2017 | "The Carol 2.0" (Special M/V)               | [ 175 ] | —                   |
| 2017 | "new" (Choreography Version)                | [ 176 ] | —                   |
| 2021 | "Yum-Yum" (colaboração com Cocomong)        | [ 177 ] | —                   |

## Endossos
Em 19 de janeiro de 2017, Blockberry Creative anunciou que as integrantes de LOONA viraram as modelos da nova marca de comésticos, Innisfree. Elas aparecerão em propagandas de Innisfree publicadas na revista HighCut mensalmente.
Em 17 de maio de 2017, as integrantes de LOONA foram anunciadas como modelos promocionais do próximo jogo da empresa Next Move, chamado Law of Creation.
Em 30 março de 2021, Chuu foi anunciada como modelo e embaixadora de marca da bebida isotônica Pocari Sweat.